# Predrag Mijatović
Predrag ("Peda") Mijatović (Servisch: Предраг "Пеђа" Мијатовић) (Podgorica, 19 januari 1969) is een voormalig Joegoslavisch voetballer. Hij speelde als aanvaller bij onder andere Partizan Belgrado en Real Madrid. Van 2006 tot 2009 was Mijatović technisch directeur bij Real Madrid.

## Clubcarrière
Mijatović speelde in Joegoslavië voor Budućnost Podgorica (1987–1989) en Partizan (1989–1993). In 1993 vertrok hij naar Valencia. Na een uitstekend seizoen 1995/96, waarin hij 28 doelpunten maakte in de Primera División, werd de Joegoslaaf gecontracteerd door Real Madrid. Bij deze club kende Mijatović zijn grootste successen met de Spaanse landstitel in 1997 en de UEFA Champions League en de wereldbeker voor clubteams in 1998. In de UEFA Champions League-finale tegen het Italiaanse Juventus, gespeeld in de Amsterdam ArenA, maakte hij het enige doelpunt. In 1999 vertrok Mijatović naar het Italiaanse Fiorentina, waar hij tot 2002 speelde. In het seizoen 2002/03 speelde de aanvaller bij Levante, waarna Mijatović zijn loopbaan als profvoetballer beëindigde.

## Interlandcarrière
In 1987 won Mijatović met Joegoslavië onder 20 het WK onder 20. In Chili wonnen de Joegoslaven na strafschoppen van West-Duitsland onder 20. Hij speelde destijds samen met onder anderen Davor Šuker, Zvonimir Boban, Robert Jarni, Robert Prosinečki en Siniša Mihajlović. Deze "gouden generatie" stond onder leiding van bondscoach Mirko Jozić.
Mijatović speelde 77 interlands voor het zowel het elftal van SFR Joegoslavië  als van Servië en Montenegro, waarin hij 28 doelpunten maakte. De aanvaller debuteerde op 23 augustus 1989 tegen Finland (2-2), toen hij collega-debutant Robert Prosinečki na de rust verving. Mijatović behoorde tot de Joegoslavische selecties voor het WK 1998 en EK 2000, dat in beide gevallen door Nederland werd uitgeschakeld.

## Erelijst
Partizan
- Prva Liga: 1992/93
- Beker van Joegoslavië: 1991/92

 Real Madrid
- Primera División: 1996/97
- Supercopa de España: 1997
- UEFA Champions League: 1997/98
- Wereldbeker voor clubteams: 1998

 Fiorentina
- Coppa Italia: 2000/01

 Joegoslavië
- FIFA WK onder 20: 1987

Individueel
- Servisch voetballer van het jaar: 1992, 1993, 1998
- La Liga Beste Buitenlandse Speler: 1995/96
- Ballon d'Or: tweede in 1997